# Іспанська королівська академія точних, фізичних і природничих наук
Королі́вська акаде́мія то́чних, фізи́чних і природни́чих нау́к (ісп. Real Academia de Ciencias Exactas, Físicas y Naturales; RACEFN) — національна академія наук в Іспанії. Одна з королівських академій, що підпорядковуються державному Інституту Іспанії. Розташована у столиці Мадриді. Проводить дослідження в галузі точних і природничих наук: математики, фізики, хімії, біології, інженерної справи тощо. Заснована 25 лютого 1847 року за правління іспанської королеви Ізабели ІІ. Постала на основі Королі́вської акаде́мії матема́тики (ісп. Academia Real Mathematica), створеної 25 грудня 1582 року іспанським королем Філіпом ІІ, а також Мадридської королівської академії природничих наук (ісп. Real Academia de Ciencias Naturales de Madrid) 1834 року.  Очолюється президентом. Перебуває під патронатом чинного короля Іспанії. Складається з 54 академіків та 90 членів-кореспондентів.

## Члени
- Хосе Ечегарай-і-Ейсагірре
- Сантьяго Рамон-і-Кахаль
- Отто Ган
- Теодор фон Карман
- Хуан Іґнасіо Сірак